# Orthogonia griseobrunnea
Orthogonia griseobrunnea är en fjärilsart som beskrevs av Embrik Strand 1921. Orthogonia griseobrunnea ingår i släktet Orthogonia och familjen nattflyn. Inga underarter finns listade i Catalogue of Life.